# Панталоне

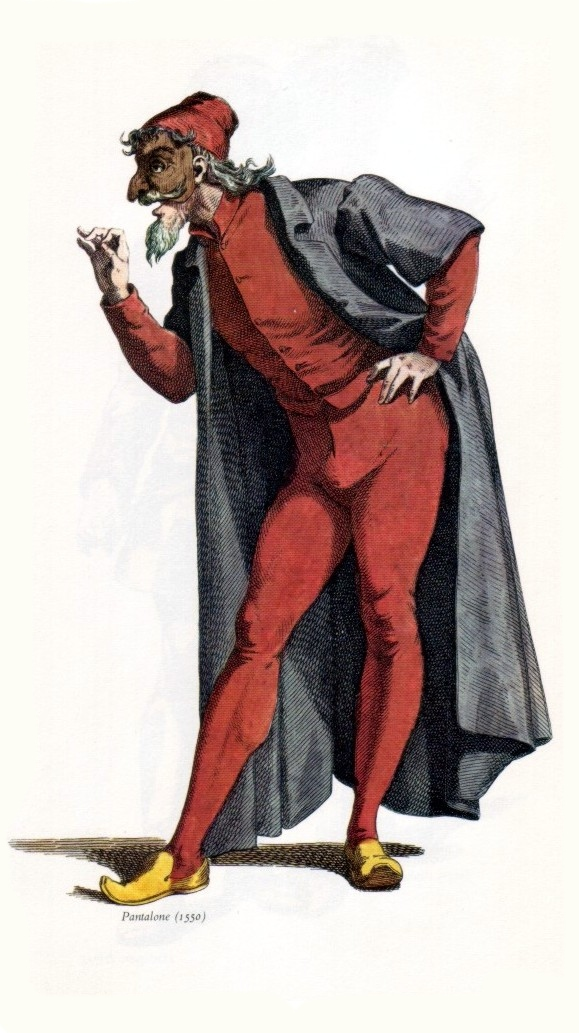
Панталоне, рисунок Мориса Санда, 1860 год

Пантало́не (итал. Pantalone, фр. Pantalon) — персонаж-маска итальянской комедии дель арте, носящий длинные красные штаны (панталоны). Входит в северный (или, венецианский) квартет масок, наряду с Арлекином, Бригеллой и Доктором. Про образы маски Панталоне можно встретить в античной комедии (πάπος в Греции; Papus и Casnar в Риме), а также в итальянской новелле Эпохи Возрождения.
- Происхождение: венецианец со своим типичным диалектом.
- Занятие: старик-купец, богатый, почти всегда скупой.
- Костюм: Панталоне носит очень узкие красные штаны (pantalons), короткий жилет-куртку того же цвета. Он носит шерстяной колпак и длинный чёрный плащ, обут в жёлтые домашние туфли. Он носит седые усы и узкую седую бородку.
- Маска: его маска красного или коричневого (землистого) цвета, она закрывает половину лица; у него длинный, «орлиный» нос, серые усы и острая бородка, что должно производить особый комический эффект, когда он разговаривает.
- Поведение: Панталоне, как правило, является центром интриги, и, как правило, всегда остаётся жертвой кого-либо, чаще всего Арлекина, его слуги. Он хворый и хилый: постоянно хромает, охает, кашляет, чихает, сморкается, болеет животом. Это человек похотливый, безнравственный, он страстно добивается любви юных красавиц, но всегда терпит неудачу. Его походка — это походка старика, он ходит с немного кривой спиной. Он разговаривает резким, пронзительным, «стариковским» голосом.

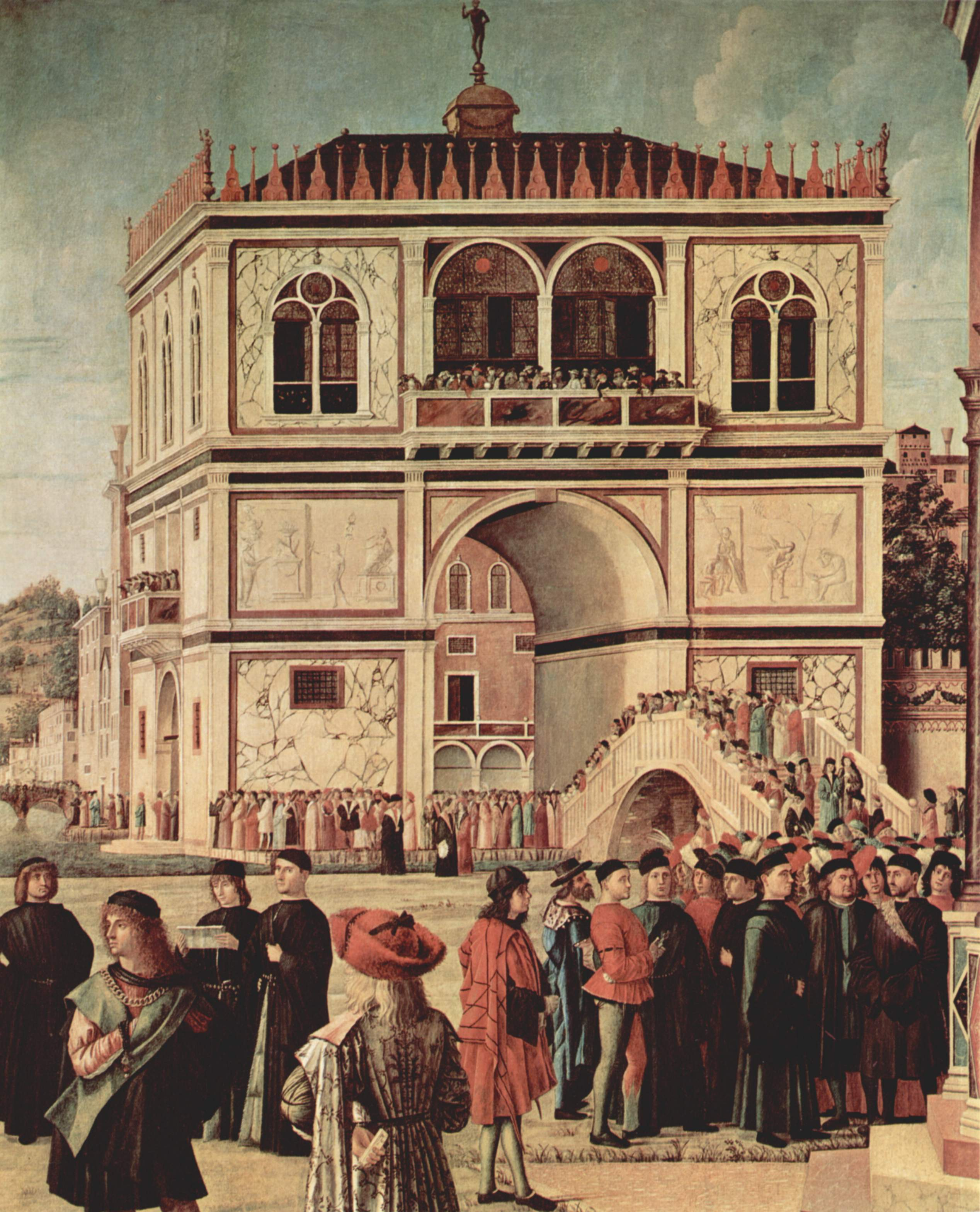
Витторе Карпаччо,
Венецианские купцы, 1495 год

Венецианская республика, одно из богатейших европейских государств Средневековья, в XV веке начинает терять своё могущество, и знаменитые венецианские купцы стали утрачивать своё былое влияние. Из молодых, смелых искателей приключений они превратились в скупых стариков, кичащихся былыми удачами. Такими они и пришли в комедию дель арте, сначала под именем Маньифико (итал. Magnifico — великолепный), потом как мессир Бенедетто, а потом и как Панталоне. Бытует мнение, что имя «Панталоне» происходит от ничего не значащего титула «Пьянта-Леоне» (итал. Pianta Leone, Водрузитель Льва), которым награждали купцов за захваты островов, сопровождавшиеся поднятием там флага с символом Венеции — львом. Как правило, это были пустынные и совсем маленькие острова, не имевшие никакого стратегического либо торгового значения, поэтому к таким «захватам» относились с большой иронией. В реальности, «Панталоне» — венецианская диалектная форма имени одного из покровителей Венеции, Святого Пантелеимона (итал. San Pantaleone, вен. San Pantalon). В Венеции до сих пор существует посвященная Св. Пантелеимону церковь. Имя «Панталон» в Средние века было весьма популярно в Венецианской Республике, а в европейских портовых городах стало нарицательным для венецианских моряков.
Считается, что первым ввёл маску Панталоне драматург Руззанте в XVI веке, основные же черты его сценического образа были созданы падуанским актёром Джулио Паскуале, остальные лишь вносили в него дополнительные детали. Если в труппе не было актёра, владеющего венецианским диалектом, то персонажа называли Кассандро, Уберто, и т. п., и тогда ей придавались черты жителя другой области. Мольеровские старики (Аргант, Жеронт и др.) также происходят от Панталоне. Среди исполнителей роли Панталоне был и Карло Гоцци. В его фьябах также встречается эта маска, хотя черты её уже несколько отличаются от первоначальных, — то было время падения Венецианской республики и заката комедии дель арте. При дворе герцога Баварии-Мюнхен роль Панталоне играл композитор Орландо ди Лассо.

## Галерея

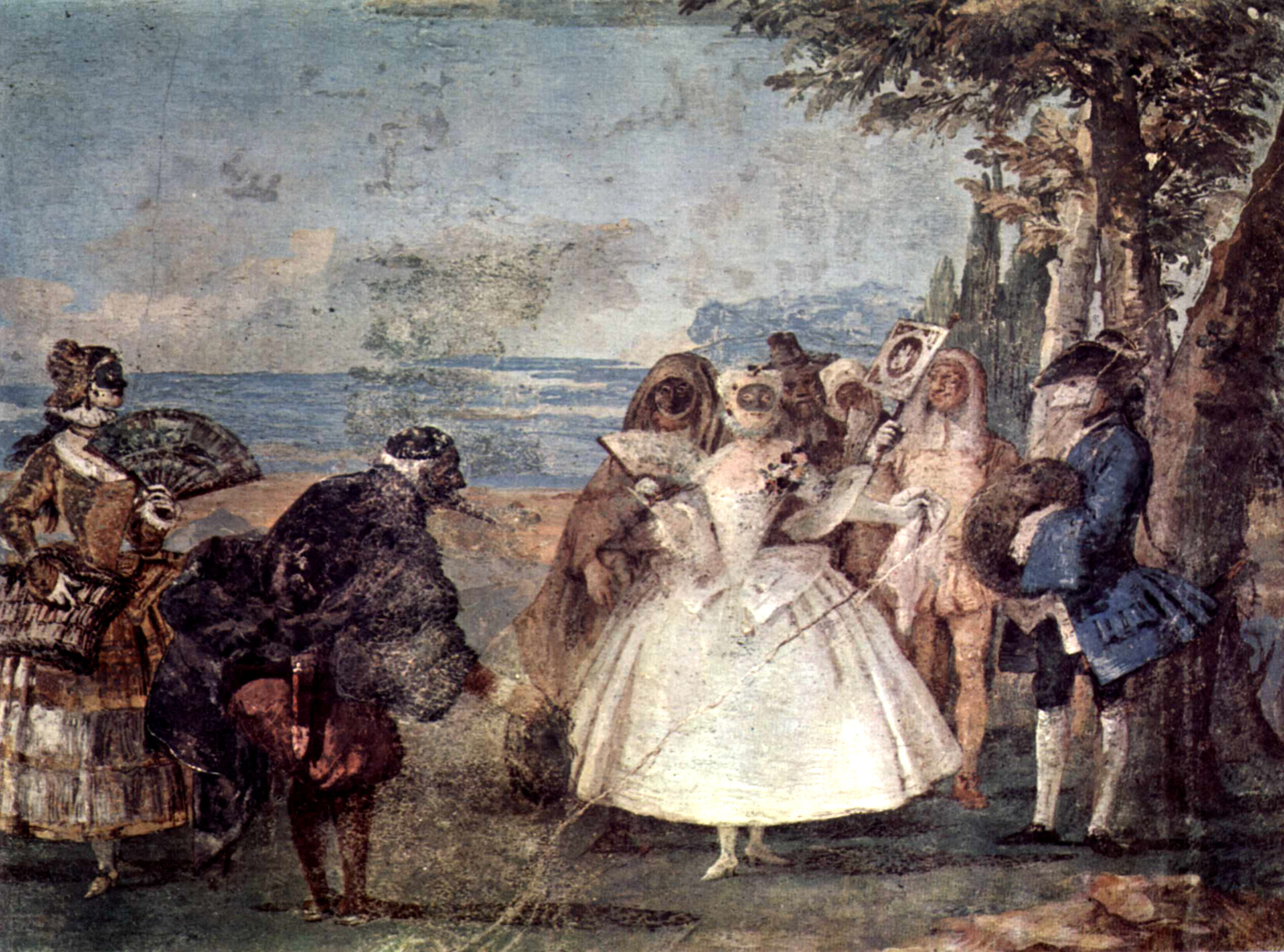
Тьеполо, Карнавальные маски Венеции (1757)
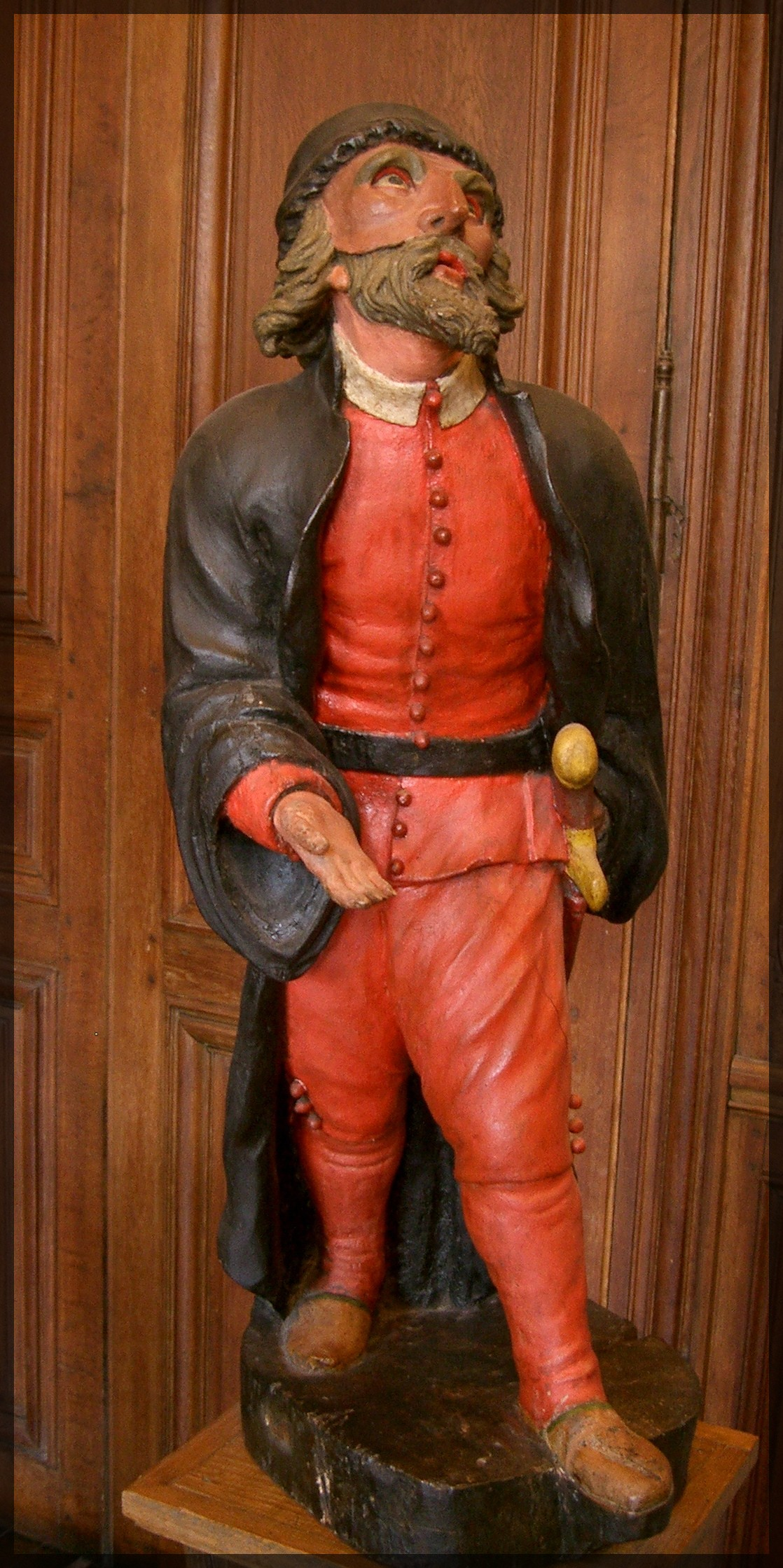
Панталоне, статуэтка XVIII в.
Джулио Паскуати в роли Панталоне (нач. XVII в.)
Панталоне, рисунок Ж. Калло (нач. XVII в.)
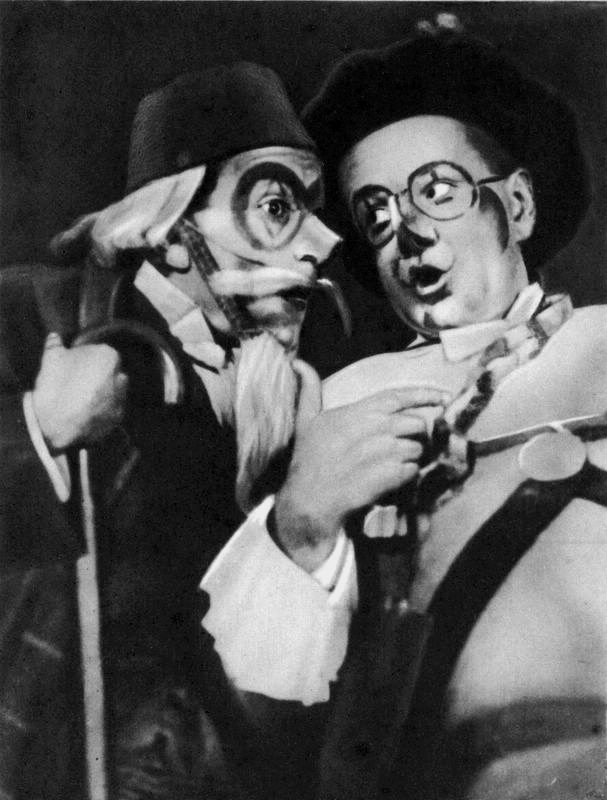
Панталоне (Р. Симонов) и Тарталья (Б. Щукин) в постановке «Принцессы Турандот» по одноимённой фьябе Карло Гоцци, выполненной Евгением Вахтанговым, 1922 год